# Tomas Globočnik
Tomas Globočnik, slovenski biatlonec, * 17. april 1972, Škofja Loka.
Globočnik je za Slovenijo nastopil na Zimskih olimpijskih igrah 1998 v Naganu in 2002 v Salt Lake Cityju.